# Ptychadena wadei
Ptychadena wadei là một loài ếch trong họ Ptychadenidae. Chúng là loài đặc hữu của Ethiopia.
Các môi trường sống tự nhiên của chúng là vùng đất ẩm có cây bụi nhiệt đới hoặc cận nhiệt đới, đồng cỏ ở cao nhiệt đới hoặc cận nhiệt đới, sông, và đầm nước ngọt có nước theo mùa. Loài này đang bị đe dọa do mất môi trường sống.